# Laura Mirachian
Laura Mirachian (Padova, 16 aprile 1948) è una diplomatica italiana. Ha origini armene.

## Biografia
Si è laureata in Scienze Politiche all'Università di Padova nel 1970 ed è entrata nella carriera diplomatica nel 1974. Ha iniziato lavorando al Servizio Cooperazione Tecnica con i Paesi in via di sviluppo, e dal 1975 ha lavorato prima a Mogadiscio e tre anni dopo a Dublino. Tornata a Roma dal 1983 presiede la rappresentanza del Ministero degli Esteri nella Direzione Generale Affari Economici della Comunità Economica Europea. Dal 1987 ha prestato servizio alla rappresentanza permanente italiana presso le Organizzazioni Internazionali di Ginevra, rappresentando anche l'Italia al cosiddetto Uruguay Round..
Nel 1992 diviene Primo Consigliere e Incaricato d'Affari ad interim nella sede di Belgrado, ragione per cui verrà ascoltata dalla commissione parlamentare d'inchiesta sull'Affare Telekom Serbia nel 2004. Rientrata al Ministero nel 1995 è posta a capo dell'Ufficio Balcani e Mediterraneo Orientale della Direzione Generale Affari Politici, passando poi nel 2000 alla Direzione Generale Paesi Europa. Due anni dopo aver ricevuto un'onorificenza speciale a conclusione dell'Operazione Alba in Albania nel 1997, siede come rappresentante italiano alla Conferenza di Rambouillet per la stabilizzazione dell'ex Jugoslavia. Nel 2000 diviene Ministro Plenipotenziario ed è incaricata dell'ambasciata a Damasco.
Nel 2004 rientra presso il Segretario Generale a Roma, e due anni più tardi diviene Direttore Generale per i Paesi dell'Europa. Nominata con il grado di Ambasciatore nel 2008, il 19 giugno dell'anno successivo viene nominata a Capo della rappresentanza permanente italiana per le Organizzazioni Internazionali di Ginevra (ILO, OMS, WIPO, WMO).
Termina il servizio diplomatico il 1º maggio 2013.
Mirachian ha pubblicato due libri sulla Siria e numerosi articoli di politica internazionali su quotidiani, riviste specializzate e per conto del Circolo Studi Diplomatici.